# نجوين شوان فوك
نجوين شوان فوك (20 يوليو 1954) رئيس فيتنام الحالي، شغل سابقاً منصب رئيس الوزراء منصب منذ عام 2016 ويعتبر أحد قادة رابطة أمم جنوب شرق آسيا.